# Gospođica Felicity Lemon
Gospođica Felicity Lemon je Poirotova odana tajinca koja radi u jednoj sobi u njegovom stanu u Whitehaven Mansions. Uvijek mu je pri ruci, savršenog pamćenja, besprijekornog ponašanja i manira. Savršeno tipka, sve dok jednog dana u samo jednom pismu ne napravi tri greške u tipkanju. Tim činom započinje djelo Bija Baja Buf
Pojavlje se uglavnom kao prilićno sporedan lik, netko tko obavlja telefonske pozive i pronalazi informacije. Uglavnom nema direktnog utjecaja ni na radnju romana ni na zločine koji se događaju ali je Poirotova desna ruka u dosadnim kancelarijskim poslovima. Ona je od onih osoba koje ne žele da se "igraju detektiva" već savršeno pedantno obavlja svoj posao. Zanimljiva je činjenica da se u knjizi Parker Pyne istražuje pojavljuje kao njegova tajnica.
Pojavljuje se u djelima:
- Parker Pyne istražuje
- Bija Baja Buf
- Sajam zločina
- Regata misterij
- Treća djevojka
- Slonovi pamte